# Coelichneumon viola
Coelichneumon viola är en stekelart som först beskrevs av Ezra Townsend Cresson 1864.
Coelichneumon viola ingår i släktet Coelichneumon och familjen brokparasitsteklar. Inga underarter finns listade i Catalogue of Life.